# Campionati nordici di lotta 2021
I campionati nordici di lotta 2021 si sono svolti presso la Sportscenter Herning di Herning, in Danimarca, dal 3 al 4 settembre 2021.

## Podi

### Lotta greco-romana maschile
| Evento | Oro                | Argento          | Bronzo                 |
| 60 kg  | Snorre Lund        | Mario Mägisalu   | —                      |
| 63 kg  | Alexander Bica     | Stig-André Berge | William Reenberg       |
| 67 kg  | Fredrik Bjerrehuus | Morten Thoresen  | Adomas Grigaliunas     |
| 72 kg  | Håvard Jørgensen   | Daniel Soini     | Sebastian Aak          |
| 77 kg  | Albin Olofsson     | Exauce Mukubu    | Per Anders Kure        |
| 82 kg  | Bogdan Kourinnoi   | Lucas Ahlgren    | Ranet Kaljola          |
| 87 kg  | Turpal Bisultanov  | Oskar Johansson  | Ruben Been             |
| 97 kg  | Pontus Lund        | Marcus Worren    | Aleksandar Stjepanetic |
| 130 kg | Oskar Marvik       | Nikola Milatovic | —                      |

## Medagliere
Paese ospitante.
| Pos.   | Paese     | Oro | Argento | Bronzo | Totale |
| ------ | --------- | --- | ------- | ------ | ------ |
| 1      | Svezia    | 4   | 3       | 1      | 8      |
| 2      | Norvegia  | 3   | 5       | 3      | 11     |
| 3      | Danimarca | 2   | 0       | 1      | 3      |
| 4      | Estonia   | 0   | 1       | 1      | 2      |
| 5      | Lituania  | 0   | 0       | 1      | 1      |
| Totale | Totale    | 9   | 9       | 7      | 25     |